# Ernst Horn
Ernst Horn (* 1949 Mnichov) je německý hudebník, který měl zásadní podíl na vzniku kapel Deine Lakaien, Qntal a Helium Vola.

## Život
Ernst Horn studoval klasickou hudbu v Mnichově, Freiburgu a Hamburku, poté pracoval jako dirigent ve státních divadlech v Karlsruhe a Oldenburgu. Byl také pianistou v Bavorském státním divadle v Mnichově, pro které také skládal hudbu. V roce 1985 ukončil svou kariéru dirigenta, aby se mohl plně věnovat skládání své vlastní hudby a také se více specializovat na elektronickou hudbu. Proslavila ho jeho kapela Deine Lakaien - tu založil spolu s Alexandrem Veljanovem v roce 1985, její popularita ale brzy přesáhla hranice německy mluvících zemí. Horn dosáhl úspěchu i s dalšími projekty, na kterých se podílel, především se skupinami Qntal a Helium Vola, které hrají středověkou hudbu. Kromě toho také skládá a hraje hudbu pro divadelní a rozhlasové hry.
Horn vytvořil svůj vlastní styl se strukturovanými elektronickými kompozicemi daleko od hlavního proudu. Jeho první sólové dílo Einzelhaft zvítězilo v soutěži Reader Tape Contest of Keyboard Magazine v roce 1988. Horn obvykle kombinuje elektronické prvky s jinými styly kompozice a/nebo vzorků. Dobrým příkladem je rozhlasová hra „Greed Freedom“, kde se středověký styl hymnu spojuje s ukázkami mluveného slova. Ukazuje také Hornův zájem o řešení politických a sociálních problémů. Další funkcí, která se zde používá, jsou hlasy dětí. Tento prvek stylu používá Horn často jako např. Na albu Helium Vola „Liod“ nebo v díle „Acht“, které také ukazuje dobrý smysl pro humor tohoto umělce.
V zadaných skladbách pro Neue Philharmonie Frankfurt („Spiegelarien“, 2009) a v rámci Lipského Bachova festivalu („BACH - Alternativní skladby k historickým základům“, 2012) Ernst Horn spojil díla starých mistrů jako G. F. Handel a J. S. Bach s vlastními skladbami, které jsou ovlivněny klasickou hudbou 20. století.
Ernst Horn žije a pracuje v Mnichově. Kolega z Mnichova Rudy Ratzinger (Wumpscut) mu věnoval píseň.

## Diskografie (mimoDeine Lakaien)
- 1991: Skies over Baghdad (sólo)
- 1994: Seume - Einige Nachrichten zu den Vorfällen in Polen im Jahre 1794 (rozhlasová hra)
- 1995: Chlebnikov - Die Zukunft des Radio (rozhlasová hra)
- 1997: Claus - Basale Sprechoperationsräume (rozhlasová hra)
- 1998: Johnny Bumms wake (sólo)
- 1998: Walter Ruttmann Weekend Remixe (rozhlasová hra)
- 2003: Lili Marleen, Baghdad 2/91 (sólo)